# 東山敬司
東山 敬司（ひがしやま けいじ、1948年7月28日 - ）は、主に1960年代末から1970年代末頃にかけて活動していた日本の俳優。本名同じ、身長181㎝（1969年当時）。

## 略歴
埼玉県大宮市（現・さいたま市）出身。父は自転車の部品を作る工場を経営していたが、当人が4歳の時に事業に失敗、その後も父がギャンブルに凝った末に破産、実質上、一家は全てのものを失ったことで大宮を出て、当人と姉の二人だけは親類の家へ預けられ、後に東京都杉並区荻窪に転居。
本人曰く、「近所でも評判の暴れん坊で、ガキ大将」という少年時代を過ごす。小学生の頃から映画好きで、頻繁に映画館に通っていた。
杉並区立若杉小学校→杉並区立天沼中学校を経て東京都立西高等学校を卒業、一年浪人後、早稲田大学商学部に進学。大学生時代の部活はボート部。
1968年、母親からもらっていた1年分の授業料8万円のうち、4万円を私用で使い込んでしまってどうしようかと思い、そんな大学1年生の夏休みの時、アルバイトを探していくうちに、東宝映画の内藤洋子の相手役募集の記事が目に入り、そこで賞金目当てで応募して合格し、俳優としての第一歩を踏み出す。同年、東宝映画『兄貴の恋人』でデビュー。なお、その賞金20万円は、そのうち4万円を授業料に回し、残った金で洋服を買い、友人たちと飲食しているうちに無くなったという。
しかし当初は俳優になろうとは考えたことも無く、最初は映画の仕事をアルバイト感覚で思っていたが、そのうちに俳優の仕事の魅力に取りつかれ、『俺たちの荒野』に出演していた頃には、この俳優の仕事に本気に取り組もうという気になったという。
1969年5月12日に日本テレビ系にて放映を開始した東宝、テアトル・プロ共同制作の『炎の青春』にてテレビドラマ初主演。酒井和歌子、黒沢年男と“トリオ主演”した『俺たちの荒野』（監督：出目昌伸）が『炎の青春』放映中である1969年6月末に公開され、同年12月には『娘ざかり』（監督：松森健）で内藤洋子と共演するなど、東宝製作の映画数本に出演。その後テレビドラマにも数本レギュラー出演していたが、俳優期間は長くなく1970年代後期頃には芸能界を引退した。

## 出演

### 映画
- 兄貴の恋人 （1968年、東宝）- 水谷敏夫 役
- 恋にめざめる頃 （1969年、東宝）- 小泉精二 役
- 二人の恋人 （1969年、東宝）- 青木徹 役
- 娘ざかり （1969年、東宝）- 西山司郎 役
- 喜劇 新宿広場 （1969年、東宝）- 中村広夫 役
- 日本海大海戦 （1969年、東宝）- 藤本海軍軍医中尉 役
- 俺たちの荒野 （1969年、東宝）- 純 役
- 社長学ABC （1970年、東宝）- 三浦 役
- 続・社長学ABC （1970年、東宝）- 三浦 役

### テレビドラマ
- 炎の青春 （日本テレビ、1969年）- 主演・猪木豪太郎 役
- 京都清水五条坂 （関西テレビ制作・フジテレビ系、1974年）
- しろがね心中 （TBS「花王 愛の劇場」、1975年）- 大畑珠太郎 役
- おはようさん （NHK連続テレビ小説、1975年）- 殿村茂 役
- 虹のエアポート （TBS、1975年）- 中倉雄作 役
- マチャアキの森の石松 （NET）- 第10話「流れ星いつ帰る」（1975年12月14日）
- 欲望の河 （東海テレビ制作・フジテレビ系、1976年）
- 特別機動捜査隊 （NET）- 第783話「妻の日記帳」（1976年11月24日）、加藤徹男 役
- 誰か故郷を想わざる （TBS「花王 愛の劇場」、1977年）